# Surachet Ngamtip
Surachet Ngamtip (Thai: สุรเชษฐ์ งามทิพย์, * 1. Februar 1991 in Bangkok) ist ein ehemaliger thailändischer Fußballspieler.

## Karriere

### Verein
2007 spielte Surachet Ngamtip als Jugendlicher bei Bangkok Glass. 2008 unterschrieb er bei seinem Jugendverein Bangkok Glass einen Vertrag bis 2010. 2010 nahm er mit BG am Singapore Cup in Singapur teil. Hier besiegte man im Endspiel die Tampines Rovers mit 1:0. 2011 wechselte er nach Chaiat zu Chainat Hornbill FC. 2016 gewann er mit Hornbill den FA Cup. In der Zeit von 2011 bis 2016 spielte er 106-mal für Hornbill und schoss dabei fünf Tore. In seinem letzten Vertragsjahr wurde er nach Pattaya zu Pattaya United ausgeliehen. Hier absolvierte er 17 Spiele und erzielte dabei ein Tor. 2018 schloss er sich Bangkok United an. Hier spielte er die Hinserie, ehe er zur Rückserie wiederum an Pattaya United ausgeliehen wurde. In der Rückserie spielte er sieben Mal für die Dolphins. Nach der Ausleihe kehrte er zu United zurück.
Am 1. Januar 2020 beendete Ngamtip seine Karriere als Fußballspieler.

### Nationalmannschaft
Von 2009 bis 2010 spielte er 16-mal für die thailändische U-19-Nationalmannschaft, wobei er zwei Tore erzielte. 2010 spielte er zweimal für die thailändische U-23-Nationalmannschaft. In der Zeit von 2010 bis 2013 spielte er dreimal für die thailändische A-Nationalmannschaft.

## Erfolge
Bangkok Glass FC
- Singapore Cup: 2010

Chainat Hornbill FC
- FA Cup: 2016